# Psiquiatría biológica
La psiquiatría biológica o biopsiquiatría es una rama de la psiquiatría que intenta comprender los trastornos mentales en términos de la función biológica del sistema nervioso. Es interdisciplinaria en su enfoque y se basa en ciencias tales como la neurociencia, la psicofarmacología, la bioquímica, la genética y la fisiología. Así pues, es la rama de la medicina que se ocupa del estudio de la función biológica del sistema nervioso en los trastornos mentales.
Si bien existe cierta superposición entre la psiquiatría biológica y la neurología, esta última especialidad se centra, por lo general, en los trastornos donde es evidente una patología del sistema nervioso, como la epilepsia, parálisis cerebral, encefalitis, neuropatía, enfermedad de Parkinson y esclerosis múltiple. Asimismo, hay cierta superposición entre la biopsiquiatría y la neuropsiquiatría, que se ocupa de los trastornos de conducta en el contexto de un aparente trastorno cerebral. La psiquiatría biológica y otros enfoques en las enfermedades mentales no son mutuamente excluyentes, sino que simplemente hacen frente a los fenómenos desde diferentes niveles de explicación.
Debido a su enfoque en la función biológica del sistema nervioso, la psiquiatría biológica ha sido importante en el desarrollo y la prescripción de tratamientos con fármacos para los trastornos mentales. No obstante, en la práctica, los psiquiatras pueden defender tanto la medicación como las terapias psicológicas para el tratamiento de las enfermedades mentales. Es más probable que la terapia sea llevada a cabo por psicólogos clínicos, psicoterapeutas, terapeutas ocupacionales u otros trabajadores de la salud mental, quienes están más especializados y entrenados en enfoques que prescinden de los fármacos.
La historia del campo data del médico de la Antigua Grecia Hipócrates, pero el término «psiquiatría biológica» fue usado por primera vez en la literatura científica arbitrada en 1953. El término es usado más comúnmente en Estados Unidos que en otros países como el Reino Unido; sin embargo, la rama no está exenta de críticas y la frase «psiquiatría biológica» es empleada algunas veces por sus críticos como un término despectivo.

## Alcance y definición detallada
La psiquiatría biológica es una rama de la psiquiatría, cuya atención se centra principalmente en la investigación y la comprensión de las bases biológicas de los trastornos mentales graves, tales como los trastornos unipolar y biopolar (del estado de ánimo), esquizofrenia y trastornos mentales orgánicos, como el Alzheimer. Este conocimiento ha sido obtenido por medio del uso de ciencias de la imagen, psicofarmacología, neuroinmunoquímica, entre otros. El descubrimiento de la interacción detallada entre neurotransmisores y la comprensión de la huella digital de los neurotransmisores de las drogas psiquiátricas, como la clozapina, ha sido un resultado útil de la investigación.
A nivel de investigación, incluye todas las posibles bases biológicas de la conducta: bioquímica, genética, fisiológica, neurológica y anatómica. A nivel clínico, incluye diversas terapias, como medicamentos, dieta, evitar contaminantes ambientales, ejercicio y reducción de los efectos adversos del estrés, todo lo cual puede causar cambios bioquímicos mensurables. El psiquiatra biológico considera todas ellas como posibles remedios o etiologías para los trastornos mentales. No obstante, el psiquiatra biológico no suele descartar los enfoques psicoanalíticos (psicoterapia). Generalmente, la capacitación para los psiquiatras biológicos incluye tanto enfoques psicodinámicos como biológicos. Por consiguiente, los psiquiatras suelen estar cómodos con un enfoque dual: «métodos psicoterapéuticos... son tan indispensables como la psicofarmacoterapía en una clínica psiquiátrica moderna».

## Fundamentos
A fines de los años 1950, las primeras drogas antipsicóticas y antidrepesivas modernas fueron desarrolladas: clorpromazina (también conocida como torazina), el primer antipsicótico ampliamente utilizado, fue sintetizado en 1950; mientras que iproniazida, uno de los primeros antidepresivos, fue sintetizado por primera vez en 1957. En 1959, fue creada la imipramina, el primer antidepresivo tricíclico,
Sobre la base de las observaciones clínicas de los resultados de las drogas mencionadas, en 1965, el artículo pionero The Catecholamine Hypothesis of Affective Disorders fue publicado. En él, se articulaba la hipótesis del desbalance químico para explicar los trastornos de la salud mental, especialmente, la depresión. Formó buena parte de la base conceptual para la era moderna en la psiquiatría biológica.
Esta hipótesis ha sido extensamente revisada desde su advenimiento en 1965. Investigaciones más recientes señalan los mecanismos biológicos subyacentes como la base posible para varios trastornos mentales.
Las imágenes modernas del cerebro permiten un examen no invasivo de la función neuronal en pacientes con trastornos mentales; sin embargo, esta opción es todavía experimental. Con algunos trastornos, parece que las imágenes pueden detectar con fiabilidad ciertos problemas neurobiológicos asociados con un trastorno específico. Si futuros estudios corroboran estos resultados experimentales, el diagnóstico futuro de ciertos trastornos mentales puede ser agilizando usando tales métodos.

## Diagnóstico
El diagnóstico correcto es importante en los trastornos mentales; de lo contrario, la condición podría empeorar y tener como consecuencia un impacto negativo tanto en el paciente como en el sistema de salud. Otro problema con un mal diagnóstico es que un tratamiento para una condición puede exacerbar otras condiciones. En otros casos, trastornos mentales aparentes podrían ser un efectos secundarios de un problema biológico serio, como una concusión, tumor cerebral o anomalía hormonal, que podría requerir intervención médica y quirúrgica.

## Tratamientos empleados
- Trastorno afectivo estacional: fototerapia, inhibidores selectivos de la recaptación de la serotonina.
- Depresión: Inhibidores selectivos de la recaptación de la serotonina (Prozac), inhibidores selectivos de la recaptación de serotonina y noradrenalina (venlafaxina), antidepresivos atípicos (bupropion, mirtazapina), antidepresivos tricíclicos, inhibidores de la monoaminooxidasa, terapia electroconvulsiva, estimulación magnética transcraneana.
- Trastorno bipolar: carbonato de litio, ácido valproico, lamotrigina, carbamazepina.
- Esquizofrenia: haloperidol, clozapina, olanzapina, risperidona, quetiapina, ziprasidona y otros antipsicóticos
- Trastorno de ansiedad generalizada: inhibidores selectivos de la recaptación de la serotonina, benzodiazepinas, buspirona
- Trastorno obsesivo-compulsivo: clomipramina, inhibidores selectivos de la recaptación de la serotonina (citalopram)

## Últimos hipótesis biológicas de trastornos mentales
Nuevas investigaciones indican que diferentes mecanismos biológicos pueden ser la base de algunos trastornos mentales, solo indirectamente relacionados con los neurotransmisores y la "teoría del desequilibrio químico".
Una investigación reciente señala que podría existir una "vía final común" biológica entre la terapia electroconvulsiva y las drogas antidepresivas actuales. Esta investigación muestra que la depresión recurrente puede ser un trastorno neurodegenerativo, lo que altera la estructura y función de las células cerebrales, destruyendo las conexiones de las células nerviosas, incluso matando a ciertas células del cerebro y precipitando un declive en el conjunto de las funciones cognitivas.
En esta nueva perspectiva de la psiquiatría biológica, la plasticidad neuronal es un elemento central. Más evidence apunta a que varios trastornos mentales son un problema neurofisiológico que inhibe la neuroplasticidad. Esta es denominada la hipótesis neurogénica de depresión, que pretende explicar la acción farmacológica antidepresiva, incluyendo el lapso de tiempo entre la toma de la droga y el inicio del impacto terapéutico. Asimismo, se propone entender por qué la regulación a la baja de neurotransmisores pueden ayudar a la depresión, por qué el estrés a menudo precipita los trastornos del estado de ánimo y por qué la modulación selectiva de diferentes neurotransmisores puede ayudar a la depresión. También podría explicar el mecanismo neurobiológico de otros efectos no farmacológicos en el humor, incluyendo el ejercicio, la dieta y el metabolismo. La identificación de la "via final común" neurobiológica que comparten la mayoría de los antidepresivos podría permitir el diseño racional de nuevos medicamentos que se centren en esta vía, lo que podría producir drogas con menos efectos secundarios, más efectivas y de impacto terapéutico más rápido.

## Críticas
Una minoría de pacientes, activistas y psiquiatras critican que la psiquiatría biológica sea un concepto científico o que tenga un base empírica adecuada; por ejemplo, argumentan que no existen marcadores biológicos de las condiciones psiquiátricas reconocidas. Esta posición ha estado representada en algunas revistas académicas como The Journal of Mind and Behavior y Ethical Human Psychology and Psychiatry, que publican material que contradice específicamente «la idea de que la angustia emocional se debe a una enfermedad orgánica subyacente.» En su lugar, teorías y modelos alternativos consideran los trastornos mentales como no biomédicos que pueden ser explicados en términos, por ejemplo, de las reacciones emocionales a las circunstancias negativas de la vida o a un trauma agudo.
Campos tales como la psiquiatría social, la psicología clínica y la sociológica pueden ofrecer explicaciones no biomédicas de los trastornos mentales para ciertas dolencias y, a veces, son críticos a la biopsiquiatría. Los críticos sociales creen que la psiquiatría biológica no ha podido satisfacer el método científico debido a que creen que no existe evidencia biológica falsable de los trastornos mentales. Luego, estos críticos consideran que la psiquiatría biológica es una pseudociencia que intenta retratar a la psiquiatría como una ciencia biológica.
Ronald David Laing sostiene que atribuir los trastornos mentales a los factores biofísicos era a menudo viciado por el procedimiento de diagnóstico: las pruebas complementarias (EEG, PET) suelen realizarse después del diagnóstico, cuando ya ha comenzado el tratamiento, lo que hace que las pruebas no sean ciegas y que incurran posiblemente en un sesgo de confirmación. 